# Märkische Heide, märkischer Sand (Film)
Märkische Heide, märkischer Sand, ist ein Dokumentarfilm des DEFA-Studios für Dokumentarfilme von Volker Koepp aus dem Jahr 1990.

## Handlung
Der Film beginnt mit einem Gespräch zweier Arbeiter aus dem Volkseigenen Ziegelwerk in Zehdenick. Sie befinden sich im Frühjahr 1988 in einer Gaststätte und reden über Glasnost sowie über die Zeitschrift Sputnik, die nicht mehr am Zeitungskiosk frei erhältlich ist. Auch andere Informationen über die Veränderungen in der Sowjetunion sind schwer erhältlich, so bekommt man das Buch Perestroika von Michail Gorbatschow in der DDR nicht im Buchhandel zu kaufen, in der Bundesrepublik dagegen schon. Diese Aufnahmen werden bereits für den ersten Teil der Märkischen Trilogie gedreht und sind der Grund dafür, dass der Film Märkische Ziegel vorerst nicht erscheinen darf. Nach dem Herausschneiden dieses Gesprächs kann der Film, mit einer Verspätung von über einem Jahr, in den Kinos gezeigt werden.
Der zweite Teil beginnt wieder an der Fußgängerbrücke über der Havel in Zehdenick, es ist der November 1989. In der gleichen Gaststätte sind wieder die Arbeiter aus dem Ziegelwerk beim Bier zusammengekommen. Die Stimmung ist aufgebracht und die Wut über die Genossen der SED ist nicht zu überhören. Es finden auf der Straße Demonstrationen für Veränderungen in der DDR statt und in der Kirche werden Versammlungen zum gleichen Thema abgehalten. Auch hier ist die Forderung nach dem Wiederaufbau der Havelbrücke in deren ehemaligen Aussehen ein Anliegen, welches durch lang anhaltenden, starken Beifall unterstützt wird.
Im Februar 1990 finden erneut Filmaufnahmen statt. Jetzt geht es um die Wahlen zur Volkskammer und dem dazugehörigen Wahlkampf der Parteien. Hierzu werden einige Bürger befragt, die sparsam oder auch ausführlich Auskunft geben, welche Meinung sie dazu haben.
In Grüneberg, neben Zehdenick ein weiterer wichtiger Ort im Landkreis Gransee, befindet sich die Grüneberger Spirituosenfabrik und Brennerei. Nach einem Rundgang durch den Betrieb, kommt die Kamera an einen Tisch, an dem die abgefüllten Flaschen von mehreren Frauen mit der Hand in Kartons verpackt werden. Der größte Teil dieser Arbeiterinnen ist sich noch nicht im Klaren, welche Partei sie wählen werden. Dafür singen sie aber die Brandenburger Hymne Märkische Heide, märkischer Sand. Anschließend sprechen sie aber doch noch über die Unklarheiten bei der Zukunft ihres Betriebes und die Angst vor der eigenen Zukunft, da sie von der Betriebsleitung keine Informationen erhalten.
Zurück im Ziegelwerk Zehdenick sind die drei Arbeiter aus dem ersten Teil der Trilogie immer noch am Stapeln der fertigen Ziegel in die Loren. Auch sie sind unsicher, was die Zukunft ihres Betriebes und somit auch die eigene Zukunft betrifft. Wie in Grüneberg, hüllt sich auch hier die Betriebsleitung in Schweigen. Auch welche Partei sie wählen werden, wissen zwei von ihnen noch nicht, der Dritte hat sich für das Neue Forum entschieden.
Ein West-Berliner Paar, welches am 18. März, dem Wahltag, mit dem Auto einen spontanen Ausflug nach Zehdenick macht, findet den Ort nur ganz toll und witzig.

## Produktion
Märkische Heide, märkischer Sand ist der zweite Teil der Märkischen Trilogie, die Volker Koepp über die märkische Kleinstadt Zehdenick drehte.
Die Uraufführung fand am 10. Oktober 1990 auf der 39. Internationalen Filmwoche Mannheim statt. Die regulären Aufführungen in den Kinos begannen am 4. November 1990 im Berliner Kino Babylon.

## Kritik
Das Lexikon des internationalen Films stellt fest, dass vor allem die stimmungsvolle 35-mm-Schwarz-Weiß-Fotografie ein ebenso poetisch-gelassenes wie ungeschminkt-kritisches Dokument hervorgebracht hat.

## Auszeichnungen
- 1990: 39. Internationale Filmwoche Mannheim: Lobende Erwähnung